# Eholalija
Eholalija je stereotipno ponavljanje riječi ili fraza druge osobe. Eholalija je prisutna u autizmu, Tourretovom sindromu, u poremećajima u razvoju, shizofreniji, i povremeno u drugim oblicima psihopatologije. Ako je eholalija učinjena ne dobrovoljno, onda se smatra tikom.
Riječ eholalija dolazi iz Grčke riječi ἠχώ - Eho (Êkhố) što znači jeka i λαλιά (laliá) što znači govor ili pričanje.

## Neposredna eholalija
Neposredna eholalija je kada se riječ ili fraza odmah ponavljaju. u nekim slučajevima autizma ili Aspergerova sindroma to može biti način dobivanja na vremenu za razumijevanje jezika. Tako naprimjer se dijete može upitati "Želiš li jesti?", prvi odgovor je eholalija i dijete odgovara "Želiš li jesti?", nakon čega slijedi kratka pauza i zatim odgovara "Da, što ima za jesti?".

## Odgođena eholalija
Odgođena eholalija se opisuje kao jeka odnosno ponavljanje fraze ili riječi nakon nekog vremena. Osobe s autizmom koje ponavljaju reklame s televizije, omiljene fraze iz filmova ili opomene roditelja su primjeri odgođene eholalije.